# Spellemannprisen 1979
Der Spellemannpris 1979 war die achte Ausgabe des norwegischen Musikpreises Spellemannprisen. Die Nominierungen berücksichtigten Veröffentlichungen des Musikjahres 1979. Die Preisverleihung fand am 9. Februar 1980 im Osloer Chateau Neuf statt und wurde vom Norsk rikskringkasting (NRK) im Fernsehen und Radio übertragen. Moderiert wurde die Veranstaltung von Arve Tellefsen. Den Ehrenpreis („Hedersprisen“) erhielt Reidar Thommessen.

## Gewinner
| Kategorie                                      | Gewinner                         | Werk                                           |
| ---------------------------------------------- | -------------------------------- | ---------------------------------------------- |
| Gammeldans/folkemusikk (Gammeldans/Volksmusik) | Bjørgum, Berg, Kvifte, Stubsteid | Slinkombas                                     |
| Jazz-rock plate (Jazz-Rock-Platte)             | Pål Thowsen                      | Surprise                                       |
| Jazzplate (Jazzplatte)                         | Bjørn Alterhaug                  | Moments                                        |
| Juryens hederspris (Ehrenpreis der Jury)       | Reidar Thommessen                | Garden of memories                             |
| Kor-plate (Chor-Platte)                        | Bergen Domkantoni                | Folketoner i glass og ramme                    |
| Pop-Plate (Pop-Platte)                         | Anita Skorgan                    | Ingen vei tilbake                              |
| Scenemusikk-plate (Bühnenmusik-Platte)         | Det Norske Teatret               | Så lenge skuta kan gå                          |
| Seriøse plate (Seriöse Platte)                 | Oslo trio                        | Felix Mendelsohn og Frank Martin-komposisjoner |
| Spesialpris (Spezialpreis)                     | Pete Knutsen                     | –                                              |
| Viseplate (Weisenplatte)                       | Jan Eggum                        | En sang fra vest                               |
| Åpen Klasse (Offene Klasse)                    | Jon Eikemo                       | Leser Jacob Sande                              |

## Nominierte
Gammeldans/folkemusikk
- Bjørgum, Berg, Kvifte, Stubsteid: Slinkombas
- Jens A. Myro, Thorleif Stave: Springar og laus frå Hallingdal
- Ragnvald Weddegjerdet: Knallperler fra gammeldansen

Jazz-rock plate
- Bjørn Christiansen: B.C.
- Lotus: Lotus
- Pål Thowsen: Surprise

Jazzplate
- Bjørn Alterhaug: Moments
- Jon Eberson, Knut Værnes: Anatomy of the guitar
- Radka Toneff: It don't come easy

Kor-plate
- Bergen Domkantoni: Folketoner i glass og ramme
- Det norske Kammerkor: Dalilas Barbershop
- Skruk: Smykker fra bedehuset

Pop-Plate
- Anita Skorgan: Ingen vei tilbake
- Jørn Flugs: Hard times
- Åge Aleksandersen: French only

Scenemusikk-plate
- August Mauritzen: Jeg har mitt hjerte i Oslo
- Det Norske Teatret: Så lenge skuta kan gå
- Tone Ringen: Heks

Seriøse plate
- Brynjar Hoff: Schuman, Britten, Reizenztein og T. Madsen-komposisjoner
- Einar Steen-Nøkleberg: Fongaard, Hagerup Bull og Sæverud-komposisjoner
- Oslo trio: Felix Mendelsohn og Frank Martin-komposisjoner

Viseplate
- Geirr Lystrup: I menneskenes land
- Jan Eggum: En sang fra vest
- Lillebjørn Nilsen: Oslo 3

Åpen Klasse
- Jon Eikemo: Leser Jacob Sande
- Liv Ullmann, Egil Monn-Iversen: Fra Profeten
- Ragnar Vigdal: Tonereise til ei gamal samtid